# Eristalinae
Eristalinae (ili Milesiinae) su jedna od četiri potfamilije muva porodice Syrphidae, osolike muve ili muve lebilice. Dobro poznata vrsta uključena u ovu potporodicu je Eristalis tenax.

## Literatura
- Bugguide.net
- Maier, C.T. (1982). Larval habitats and mate-seeking sites of flower flies (Diptera: Syrphidae, Eristalinae). Proceedings of the Entomological Society of Washington, 84, 603–609.
- Maier, C.T. (1979). Dual Mate-Seeking Strategies in Male Syrphid Flies. Annals of the Entomological Society of America, 72  (1):, Pages 54–61.

## Spoljašnje veze
- Mediji vezani za članak Eristalinae na Vikimedijinoj ostavi